# Jan Frans Foppens
Joannes Franciscus Foppens (Brussel, 17 november 1689 – Mechelen, 16 juli 1761) was een Belgisch kerkhistoricus en biograaf. Hij schreef doorgaans in het Latijn, maar ook in het Nederlands en Frans.

## Leven
Foppens was de zoon van drukker Frans Foppens II en Jeanne de Surmont. Hij had twee zussen en twee broers. Pierre werd drukker, zoals hun vader, en Dominique kanunnik en deken van Anderlecht.
Jan Frans liep school bij de Brusselse jezuïeten, waarna hij in 1704 naar de universiteit van Leuven trok. Hij volgde er twee jaar filosofie in pedagogie De Lelie. Nog voor zijn zeventiende, in 1706, werd hij magister artium, tweede van zijn promotie. Tegen eind 1713 werd hij gekozen om wijsbegeerte te doceren in hetzelfde college. Zijn lessen trokken veel volk.
Opterend voor theologie, vervolgde hij aan het college Van Malderen onder Augustin Hendrickx, en dan aan het college van Luik onder Jean-François Stoupi. Met zijn licentiaat onder de arm begon hij zich in 1715 voor te bereiden op een kerkelijke loopbaan. Het waren verdachte tijden met hoog oplopende debatten rond het jansenisme, maar Foppens was recht in de leer en kreeg een plek in het kapittel van de Aalsterse Sint-Maartenskerk. Op 22 oktober 1721 volgde hij Alexander Van Volden op als kanunnik in de Brugse kathedraal. Onmiddellijk begon hij er ook lessen theologie te geven aan het seminarie. Na acht jaar Brugge werd Foppens op 19 december 1729 weer bevorderd: deze keer volgde hij Frans Ricquaert op in het Mechelse Sint-Romboutskapittel. In 1732 werd hij aartspriester van het westelijk deel van Mechelen en in 1737 penitencier. Op 4 augustus 1740 werd hij ten slotte aartsdiaken en boekencensor. Foppens werkte zich in de gunst van kardinaal d'Alsace, de gecultiveerde aartsbisschop die veel aandacht schonk aan zijn bibliotheek.
Als auteur was Foppens al in 1717 begonnen met een groots opgezette Belgica sacra, geïnspireerd op de Batavia sacra (1714). Als eerste onderdeel had hij een geschiedenis van het Antwerpse bisdom gepubliceerd. Na een historisch-geografische inleiding gaf hij systematische opsommingen van kerkelijke instellingen en functionarissen. In 1721 verscheen een nieuw deel over het bisdom 's-Hertogenbosch, maar dan stokte het, hoewel diverse manuscripten aantonen dat hij bij gelegenheid voortwerkte aan de reeks.
De verklaring ligt in twee andere projecten die Foppens had aangevat: een actualisering van Miraeus' Opera diplomatica et historica (1723-48) en een herwerking van de Bibliotheca Belgica, een bio-bibliografisch naslagwerk uit 1748. Tegelijk werkte hij aan een Histoire ecclésiastique des Pays-Bas, die een meer verhalende insteek had dan zijn Belgica sacra, maar ook dit werk is niet in druk verschenen. Zijn aantekeningen waren niet verloren, want andere auteurs maakten er gebruik van (Donatianus Arendts voor Brugge, Joannes Knippenbergh voor Gelre, Cornelis Van Gestel voor Mechelen, Emmanuel Auguste Hellin voor Gent).
Foppens overleed in 1761 te midden zijn boeken en werd in de kathedraal begraven bij het Maria-altaar aan het koorbegin. Hij liet een deel van zijn handschriften na aan zijn vriend Willem Van Meldert. De catalogus van zijn bibliotheek verscheen in 1761. 
Als devies had Foppens gekozen: Quod vis videri esto.
Postuum gebruikte abbé Mann een autograaf van Foppens voor het historisch deel van zijn Abrégé de l'histoire ecclesiastique, civile, et naturelle de la ville de Bruxelles et de ses environs (1785).

## Publicaties
- Historia episcopatus anlverpiensis, continens episcoporum serieni et capilulorum, abbatiartim et monasteriorum fundationes, etc., Brussel, Frans Foppens, 1717, in-4°.
- Historia episcopatus Sylvœducensis, continens episcoporum et vicariorum generalium seriem et capitulorum, abbatiarum et monasteriorum fundationes, etc. fb., apud eundem, 1721, in-4°.
- Auberti Mirœi opera diplomatica et historica, editio secunda auctior et correctior, I en II, Leiden, Gilles Denique, en Brussel, Frans Foppens, 1725; III, Pierre Foppens, 1754; IV apud eundem, 1748.
- Oratio panegyrica in honorem S. Caroli Borromœi, exhibent operarium evangelicum, habita in die octava ejus in ecclesia, cathedrali S. Donatiani Brugis, die 11 novemb, 1726. in-f°.
- Oratio panegyrica exhibens S. Lucam evangelistam, medicum corporum et animarum, dicta Bruxellis in ecclesia parochiali S. Nicolai, 18 octobris 1750, in-f°.
- Oratio panegyrica exhibens S. Carolum Borromœum velut alterum Judam Machabœum, habita Bruxellis, die 4 novembris 1729, in SS. Michaelis et Gudilœ, ac rursum in octava sive 11 sequente in cathedrali ecclesia S. Donatiani Brugis, in-f°.
- Compendium chronologicum episcoporum Brugensium, nec non praepositorum, decanorum et canonicorum, etc., ecclesiæ cathedralis S. Donatiani Brugensis, Brugge, Jacques Beernaert, 1751, in-8° of in-12, 272 p.
- Bibliotheca Belgica, sive virorum in Belgio vila scriptisque illustrium culalogus librorumque nomenclatura, continens scriptores a clariss. viris Valerio Andrea, Aub. Miraeo, Franc. Sweertio aliisque recensitus usque ad annum 1680, Brussel, Pierre Foppens, 1739, 2 vol. in-4°
- Oratio funebris in exequiis augustiss. imp. Caroli VI, habita Mechliniæ, die januarii 1741, in-4°, 16 p.
- Basilica Bruxellensis, sive monumenta antiqua, inscriptiones et cænotaphia insignis ecclesiæ collegiatæ SS. Michaelis et Gudilæ, editio auctior et emendatior, Malines, Laur. Vander Elst, 1745, in-8°, 2 dln.
- Luctus ecclesiae Mechliniensis a die 5 jan. 1789, quo obiit emin: ac rev. DD. Th. Philippus S. R. E. cardinalis de Alsatia, Brussel, Pierre Foppens, 1789, in-f°, 15 p.
- Jubilaeum quinti saeculi canonicorum Zellariensium, Brussel, Pierre Foppens, 1760, in-4°.
- Chronologia sacra episcoporum Belgii, seu series eorumdem prœsulum nuper ab illustriss. D. J.-B.-L. de Castillion, Brugensi episcopo, usque ad annum 1719 edita; nunc ad tempus praesens continuata, Brussel, Antoine D'Ours, 1761, in-8° of in-12.
- Carmina varia, variis annis edita.

### Poëzie
- Applausus ecclesiae Mechliniensis D. archiepiscopo suo D. Thomae Philippo de Alsatia, in-f°.

### Manuscripten
- De diminutione dierum festorum et bullae quaedam desuper, in-f°.
- Belgica christiana, in qua omnium Belgii episcoporum vitae ad haec usque tempora, accurate describuntur, eorumque effigies et insignia gentilitia exhibentur; junctae sunt delineationes praecipuarum Belgii ecclesiarum et urbium, tabulae quoque geographicae singularum Belgii dioecesium.
- Mechlinia christo nascens et crescens.
- Doctores theologiae ac professores qui supremum hunc titulum adepti sunt Lovanii, In-f°.
- Promotiones in artibus ab erectione universitatis Lovan. usque ad annum, 1766, ex libris originalibus facultatis artiumcollectœ.
- Institutio archiepiscopatus et archiepiscopi Mechliniensis et alia, in-f°.
- Bibliothèque historique des Pays-Bas, contenant le catalogue de presque tous les ouvrages, tant imprimés que manuscrits, qui traitent de l’histoire, principalement des XVII provinces, avec des notes, in-f°.
- Supplemenlum bibliothecae Belgicae J.-F. Foppens, 5 vol., in-4°.
- Correspondentie-brief van den zeer geleerden heer Herman Schomaker, secretaris der stad Zutphen, 1764, in-4°, 12 p.
- Annotata et literae RR. dominorum J.-F. Foppens et Jac. Goyers, in-4°.
- Paquet de lettres adressées au chanoine Goyers par divers savans et autres personnes, pour lui donner des renseignemens relatifs à la Bibliotheca Belgica, Bibl. Hullhem., VI, nr. 835.
- Paquet de lettres et d’autres documens sur le même sujet. Bibl. Hulthem, VI, nr. 826.
- Farde de notes du chanoine Goyers dont la plupart ont rapport au même travail. Bibl. Hulthem., VI, nr. 837.
- Chronycke van Mechelen door den heere Foppens, in-4°. Catal. de Van Meldert, p. 129, nr. 1525.
- Analecta historica de vita et gestis Antonii Perrenot de Granvelle, primi Mechl. archiepiscopi, per eundem, in-4°.
- Mémoires pour servir à l’histoire du conseil privé. Catal. de Van Meldert, p. 132, nr. 1559.
- Analecta de Thoma Van Thielt, pseudo-abbate S. Bernardi ad Scaldim, in-4°. Catal. de Van Meldert, p. 132, nr. 1561.
- Necrologium Belgicum virorum Romano-Catholicorum, praesertim ex academia Lovaniensi, qui infulis, doctrina, pietate, dignitate, libris editis, ac praecipue singulari erga sanctam sedem observantia claruerunt ab anno 1640 (1650), usque ad annum 1759. Oppositum necrologio nuperis annis apud Batavos edito, una cum triplici indice alphabetico, chronologico et onomastico ad supplementum Bibliothecae scriptorum Belgicorum prodromus.
- Decani ecclesiae collegiatae sanctae Monegundis Chimacensis in Hannonia, in-f°. Premier catal. de M. de Santander, Bruxelles, 1767, p. 23, nr. 247.
- Instructio decanorum christianitatis dioecesis Brugensis, in-4°, Ibid., p. 56, nr. 650.
- Ecclesia collegiata S. Petri in Anderlecht, in-4°, Ibid., p. 56, nr. 650
- Canonicorum Leodiensium series ab anno 1802, ad an. 1747, in-8°, Ibid., p. 140, nr. 1738.
- Libellas vere famosus de admirandis Belgii turribus, carumque incendiis, in-4°, Bibl. Hulth., VI, nr. 211.
- Jo.-Fr. Foppens, Br. opera poetica tam manuscripta quam impressa, in-f°, Biblioth.Hulth., VI, 214.
- Pièces manuscrites et imprimées, touchant le séjour des Français en Belgique de 1745 à 1748, recueillies par J.-F. Foppens, in-4°.
- Histoire ecclésiastique des Pays-Bas, par J.-F. Foppens, servant de second volume à la même histoire par G. Gazel, 2 t. en 1 vol., in-f°, p. 528 et 320.
- Notice des archevêques et évêques des Pays-Bas, après leurs créations l’an 1559, avec leurs armoiries et inscriptions sépulcrales; recueillies par J.-F. Foppens, avec quelques annotations de Jean Bapt. Verdussen et des portraits, in-f° de 236 p., 22 portraits gravés et environ 185 arm. dont 171 enluminées. Bibl. Hulth., VI, nr. 485.
- Paquet de documens et notes historiques et autres, de la main de J.-F. Foppens et du chanoine Goyers, in-4°, Bibl. Hulth., VI, nr. 553.
- Chronique abrégée de la ville de Brusselles de 647 à 1760, in-f°.
- Annales des choses mémorables advenues en la ville de Bruxelles et dans ses environs, depuis 657 jusque 1756, par J.-F. Foppens Gr. in-4°, Bibl. Hulth., VI, nr. 700.
- Chronique de Bruxelles, de 974 à 1773, in-f°.
- Clari Mechlinienses, in-f°, Bibl. Hulth., VI, nr. 838.
- Dissertatio de Bibliomania Belgica hodierna, quae specialiter de libris agitur quos, anno 1755, placuit phœnices librorumappellare, in-8°, Bibl. Hulth., VI, nr. 884.
- Historia et series doctorum Academiae Duacensis ab anno 1562 ad ann. 1750 ; auct. J.-F. Foppens, in-4°, Bibl. Hulth., VI, nr. 818.
- Histoire du conseil de Flandre, depuis son érection en 1585, jusqu’à l’an 1758, 274 p. in-f°.
- Epitaphia Brugensia quae extant in diversis ecclesiis; nec non Ostendana, Dixmudana, et in ecclesia parochiali de Poucques.Collegit J.-F. Foppens.
- Collectanea sacra Brugensia et Oslendana, in-f°.
- Collectanea sacra Namurcensia, in-f°.
- Fasti seu natales sanctorum Belgii a Jo. Molano, Aub. Mirœo, Arn. Baissio, Aut. Sandero, Barth. Fisenio, aliis hagiographis collecti, auctore J.-F. Foppens, 5 vol. in-4°,
- Acta et facta academicorum Lovaniensium edita et manuscriptu.
- Doctores artium Lovan, in-f°.
- Doctores facultatif medicinae Lot, in-f°.
- Doctores ulriusque jnris Lov, in-f°.
- Status dioecesis Buscoducensis ex originalibus et aliis missis Romam, in-f°.
- Additiones et correctiones ad historiam sacram et prophanam archiepiscopatus Mechl. R. D. Van Gestel, in-f°.
- Status ecclesiae et capiluli D. Rumoldi Mechl. circa ann. 1280, nec non ordo ac series praepositorum, decanorum caeterorumque canonicorurn ejusdem ecclesiae jam pridem eollegiatae, nunc autem ab anno 1889 metropolitanae. Ab anno 1100 usque ad ann., 1760, in-f°.
- Ordo praebendarum et canonicorurn ecclesiae S. Rumoldi ab anno 1400, usque ad nostra tempora 1784, in-f°.
- Reflectiones circa mulalionem faciendam in officiis propriis ecclesiae metropolitanae, in-8°.
- Dissertationes historico-canonicae de canonicis et praebendis graduatis, in-8°.
- Journal de ce qui s'est passé à Malines, tandis que le roy de France Louis XV en était le maitre, depuis le 12 may 1746 jusqu’au 28 janvier 1749, avec les actes vérificatifs, in-f°.
- Coloniensia, Mognntinensia, ctc, quaedam, in-f°.
- Carmina concementia annalem Lovaniensem, in-f°.
- Histoire du conseil de Brabant (1526-1760), in-f°.
- Histoire du grand conseil de S. M., in-f°.
- Bombardement de Bruxelles, par un témoin oculaire, avec les estampes d’A. Coppens et de H. Van Orley, in-4°.
- Miscellanées historiques concernant les diverses provinces des Pays-Bas Autrichiens, in-f°. Bibl. Hulth., V, 239, nr. 796.
- Oratio funebris arch. Maria Elisabetha, 1741.
- Différens recueils pour l'histoire ecclésiastique, civile et littéraire des Pays-Bas.